# Karl Hofer
Karl Hofer (Karlsruhe, 1878-Berlín, 1955) fou un pintor expressionista alemany.

## Biografia
Durant la seua infantesa va créixer en un orfenat, el qual va abandonar per a ingressar a l'Acadèmia de Belles Arts de la seua ciutat natal. Per a pagar la seua formació, Hofer va haver de simultanejar els seus estudis amb el treball a una llibreria. A l'Acadèmia va ésser alumne de Hans Thoma, els paisatges del qual (juntament amb les obres d'Arnold Böcklin) van suposar les seues primeres influències.
Acabats els seus estudis, va iniciar una sèrie de viatges que el van portar en primer lloc a Roma, on va romandre des de l'any 1905 a 1908. A la capital italiana es va establir en l'estudi de l'escultor Hermann Haller i basà el seu estil en el classicisme de pintors com Hans von Marées, ja que va produir obres compostes per grans figures de nus que, amb una estudiada composició, s'integren en nebulosos paisatges amb subtils matisos cromàtics.
Entre el 1908 i el 1913 estigué a París, on va rebre la influència de la solidesa estructural de Paul Cézanne en la seua concepció compositiva.
Els viatges que feu a l'Índia el 1909 i el 1911 introduïren en la seua obra una iconografia personal de figures líriques defallides. El 1913 s'instal·là a Berlín, però en esclatar la Primera Guerra Mundial fou atrapat a París i passà tres anys en un camp d'internament. Finalitzada la contesa, es va traslladar a Suïssa, des d'on va partir el 1919 cap a Berlín, on fou nomenat professor de la Hochschule für Bildende Künste. Tret d'un breu període d'experimentació amb la pintura abstracta durant els anys 1930 i 1931, el seu art està impregnat de desil·lusió i de pesimisme, que en reflecteixen la fosca visió de la vida moderna a través d'una gamma limitada d'imatges obsessivament recurrents producte de les seues experiències de la guerra: llenços poblats per màscares, esquelets i éssers fantàstics tractats amb una paleta austera.
Amb l'ascensió al poder el 1933 del partit nazi a Alemanya, fou condemnat per degenerat i expulsat de la feina de professor a l'Acadèmia l'any següent. Més de tres-centes de les seues obres foren retirades de col·leccions privades i algunes d'elles van ésser exposades a la mostra Art degenerat (Entartete Kunst en alemany) que es va realitzar el 1937 per tal de ridiculitzar l'art d'avantguarda (diametralment oposat a l'art oficial).
El 1943 els bombardeigs aliats li destruïren l'estudi i una gran part de la seua obra. Finalitzada la Segona Guerra Mundial i després d'haver viatjat als Estats Units per a rebre el primer premi del Carnegie Institute de Pittsburgh (li fou atorgat el 1938), Hofer fou rehabilitat, es va traslladar a Berlín i fou nomenat director de la Hochschule für Bildende Künste.
Hofer va ésser un individualista tota la seua vida, va compaginar les seues activitats en la direcció de l'escola amb la seua producció artística i sempre rebutjà l'etiqueta d'expressionista. Tot i això, va influir considerablement en molts artistes expressionistes alemanys.
Va morir a Berlín, el 3 d'abril del 1955.

## Obra
La seua obra és un reflex de l'amargor i el pessimisme que van caracteritzar el període històric que li va tocar viure. Hofer fou un artista que va fugir d'ésser relacionat amb el moviment expressionista alemany, si bé és cert que es va relacionar amb la Neue Künstlervereinigung München (Nova Associació d'Artistes de Múnic), grup fundat el 1909 per Vassili Kandinski i Alexej von Jawlensky entre altres i que va arribar a presentar obres en l'exposició inicial que va celebrar el grup el desembre d'aquell any a la Moderne Galerie Tannhäuser de Múnic. Malgrat això, la seua tendència cap a una figuració de tall més clàssic fa que la seua extensa obra (pintura, obra gràfica i dibuix) es desmarqui de la tendència expressionista alemanya i resti aïllada del panorama pictòric alemany d'entreguerres.
Les seues obres es poden trobar a moltes col·leccions de tot el món, incloent-hi l'Institut d'Art de Chicago, el Museu d'Art Modern de Nova York, el Kunsthalle Mannheim (Alemanya), la National Gallery of Art (Washington DC), el Museu d'Art de Cleveland, el Museu d'Art del Comtat de Los Angeles, el Museu d'Art de Filadèlfia, el San Diego Museum of Art (San Diego), el Seattle Art Museum (Seattle) i el Von der Heydt Museum (Wuppertal, Alemanya).